# Антер
Анте́р (лат. Antherus; ? — 3 січня 236) — дев'ятнадцятий папа Римський з 21 листопада 235 по 3 січня 236.

## Біографія
Антер був греком, сином Ромулуса, народився у Петілія-Полікастро у Калабрії та був звільнений від рабства.
Імовірно, що 235 року — разом з іншими діячами християнської церкви, в тому числі з Папою Римським Св. Понтіаном та єпископом (антипапою) Св. Іполитом Римським, за наказом імператора Максиміна Фракійця був засланий на острів Сардинію. Там Понтіан та Іполит примирились й домовились, що наступним Папою буде Антер.
Його понтифікат тривав один місяць і десять днів. Вважається мучеником, похований у катакомбах святого Калікста. Могильну плиту Антера виявив Джованні Баттіста де Россі у 1854 році. На плиті збереглися напівстерті залишки грецької епітафії.
Його день відзначається католицькою церквою 3 січня, а православними церквами 5 серпня.